# Bahnstrecke Wellington–Johnsonville
| Elektrotriebwagen 4103 der Baureihe FP im Bahnhof Khandallah, 2011 |                   |                                          |                                          |
| Streckenlänge: | 10,5 km           |                                          |                                          |
| Spurweite: | 1067 mm (Kapspur) |                                          |                                          |
| |                   |                                          |                                          |
| \| \| 0 \| Wellington \| Wellington \| \| \| \| Pipitea Point \| \| \| \| \| North Island Main Trunk Railway \| \| \| \| \| Outlet-Tunnel (126 m) \| \| \| \| \| Kaiwhara-Tunnel (98 m) \| \| \| \| \| Gorge-Tunnel (151 m) \| \| \| \| \| Wadestown \| \| \| \| \| Lizard-Tunnel (199 m) \| \| \| \| \| Ngaio-Tunnel (127 m) \| \| \| \| \| Crofton Downs \| \| \| \| \| Ngaio \| \| \| \| \| Awarua Street \| \| \| \| \| Simla Crecsent \| \| \| \| \| Box Hill \| \| \| \| \| Khandallah \| \| \| \| \| Kaka-Tunnel (104 m) \| \| \| \| 9,3 \| Raroa \| Raroa \| \| \| \| Tui-Tunnel (104 m) \| \| \| \| 10,5 \| Johnsonville \| Johnsonville \| \| \| \| North Island Main Trunk Railway vor 1937 \| \| \| \| \| \| \| \| Quellen: [1] \| \| \| \| |                   |                                          |                                          |
| Kopfbahnhof Streckenanfang | 0                 | Wellington                               | Wellington                               |
| ehemaliger Bahnhof |                   | Pipitea Point                            | Pipitea Point                            |
| Abzweig geradeaus und nach rechts |                   | North Island Main Trunk Railway          | North Island Main Trunk Railway          |
| Tunnel |                   | Outlet-Tunnel (126 m)                    | Outlet-Tunnel (126 m)                    |
| Tunnel |                   | Kaiwhara-Tunnel (98 m)                   | Kaiwhara-Tunnel (98 m)                   |
| Tunnel |                   | Gorge-Tunnel (151 m)                     | Gorge-Tunnel (151 m)                     |
| Dienststation / Betriebs- oder Güterbahnhof |                   | Wadestown                                | Wadestown                                |
| Tunnel |                   | Lizard-Tunnel (199 m)                    | Lizard-Tunnel (199 m)                    |
| Tunnel |                   | Ngaio-Tunnel (127 m)                     | Ngaio-Tunnel (127 m)                     |
| Haltepunkt / Haltestelle |                   | Crofton Downs                            | Crofton Downs                            |
| Bahnhof |                   | Ngaio                                    | Ngaio                                    |
| Haltepunkt / Haltestelle |                   | Awarua Street                            | Awarua Street                            |
| Haltepunkt / Haltestelle |                   | Simla Crecsent                           | Simla Crecsent                           |
| Haltepunkt / Haltestelle |                   | Box Hill                                 | Box Hill                                 |
| Bahnhof |                   | Khandallah                               | Khandallah                               |
| Tunnel |                   | Kaka-Tunnel (104 m)                      | Kaka-Tunnel (104 m)                      |
| Haltepunkt / Haltestelle | 9,3               | Raroa                                    | Raroa                                    |
| Tunnel |                   | Tui-Tunnel (104 m)                       | Tui-Tunnel (104 m)                       |
| Kopfbahnhof Strecke ab hier außer Betrieb | 10,5              | Johnsonville                             | Johnsonville                             |
| Strecke (außer Betrieb) |                   | North Island Main Trunk Railway vor 1937 | North Island Main Trunk Railway vor 1937 |
| |                   |                                          |                                          |
| Quellen: |                   |                                          |                                          |

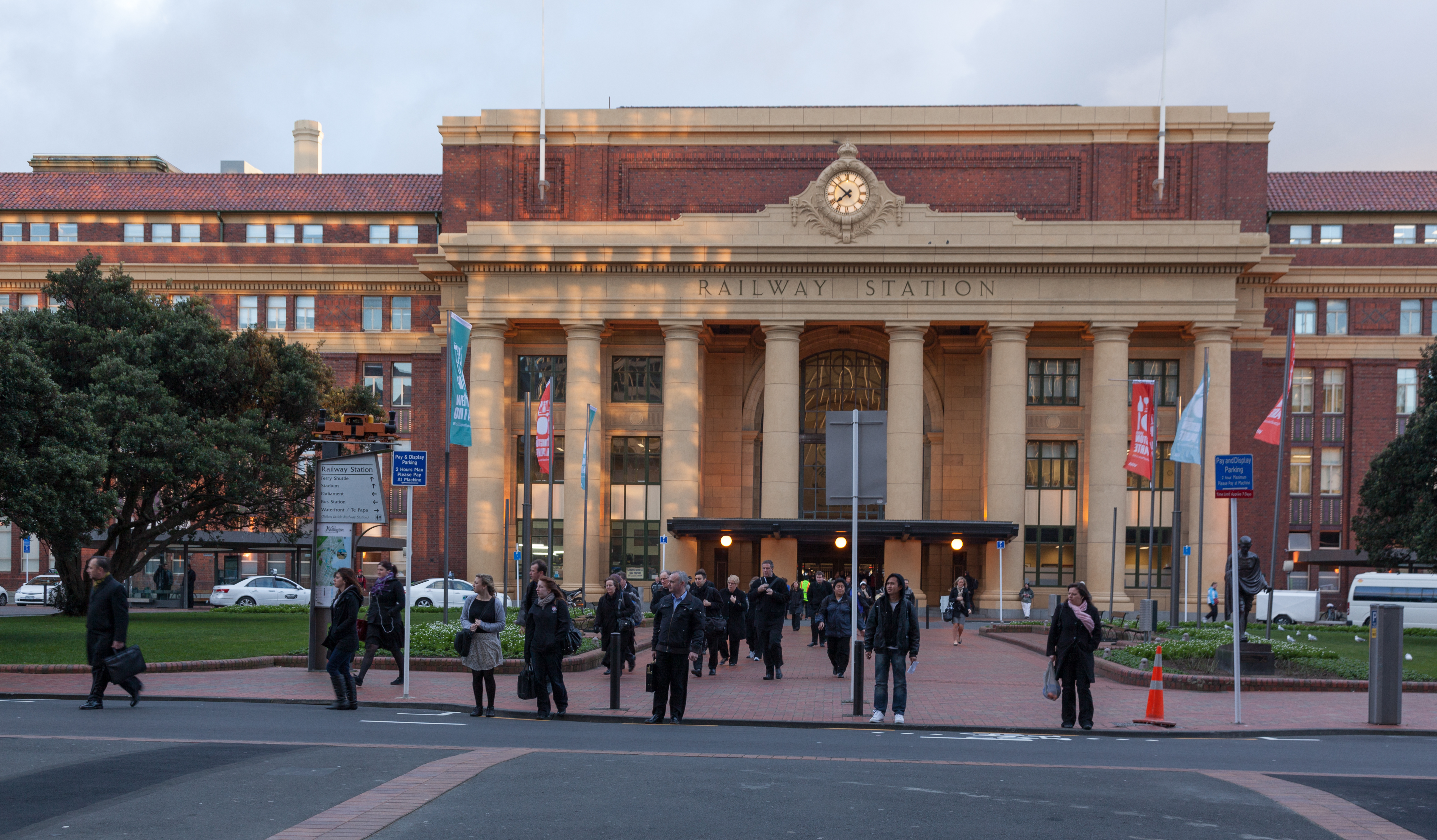
Bahnhof Wellington: Ausgangspunkt der Strecke

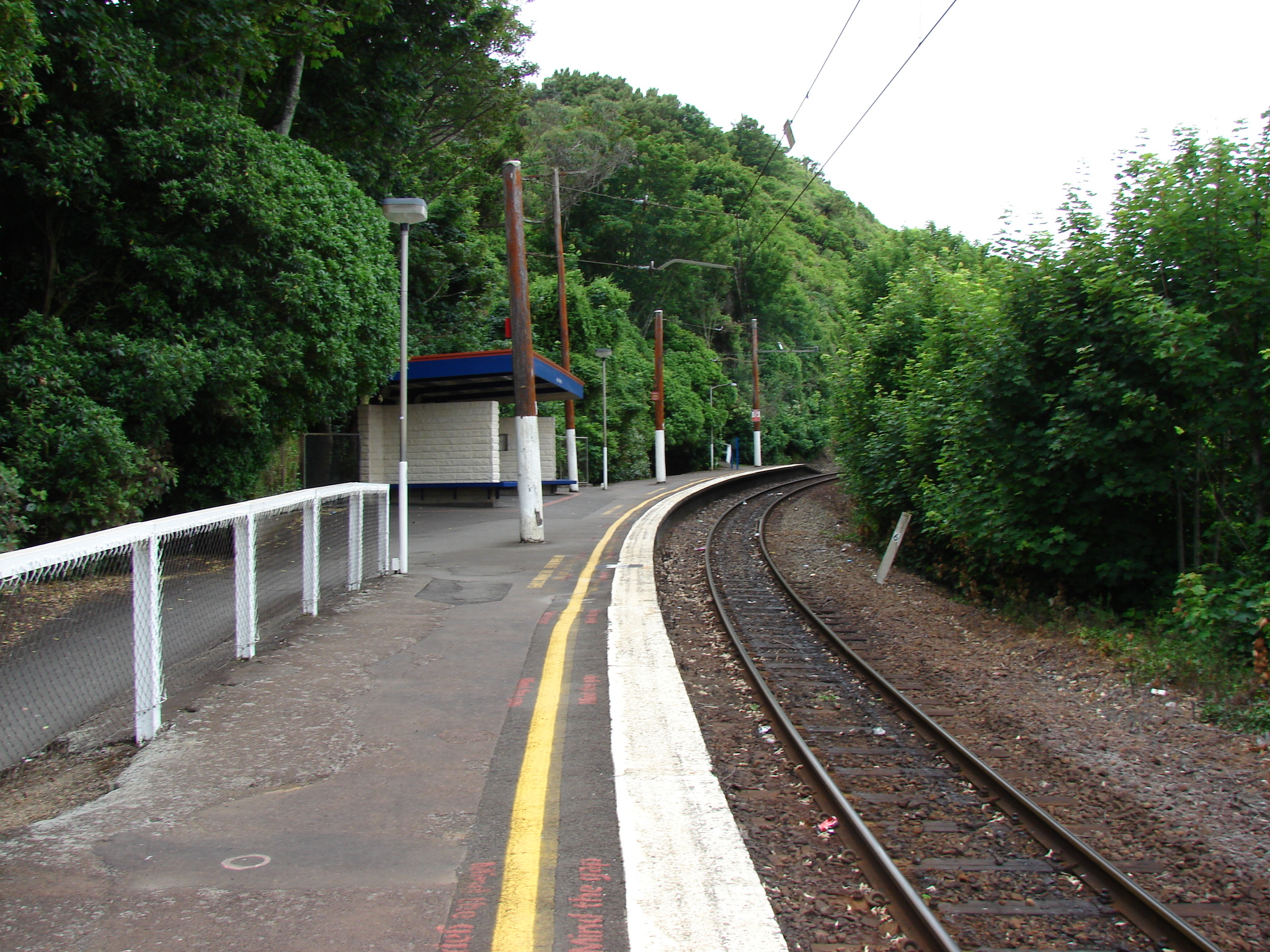
Haltepunkt Awaru Street

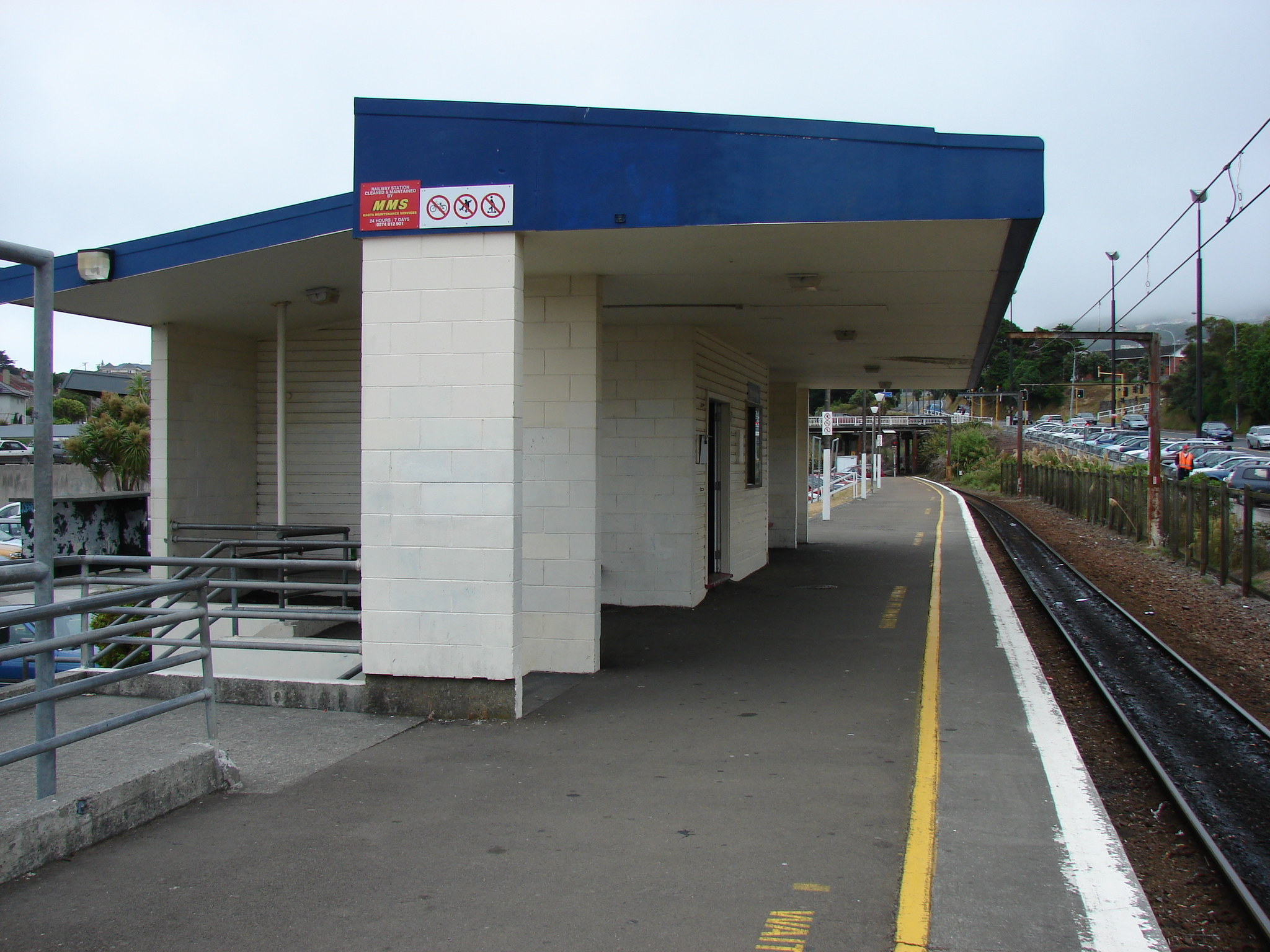
Endbahnhof Johnsonville

Die Bahnstrecke Wellington–Johnsonville ist eine eingleisige, elektrifizierte, 10,5 km lange Eisenbahnstrecke des Vorortverkehrs der neuseeländischen Hauptstadt Wellington.

## Lage im Netz
Die Strecke nimmt ihren Ausgang im Bahnhof Wellington und führt über die Vororte Ngaio und Khandallah nach Johnsonville. Den Bahnhof Wellington verlässt sie auf gemeinsamer Trasse mit der North Island Main Trunk Railway (NIMT) um nach ca. 2 km in einer 90°-Linkskurve nach Westen abzubiegen. Aufgrund des gebirgigen Geländes weist die Strecke erhebliche Steigungen, zahlreiche Kurven, Brücken und sieben Tunnel auf. Die Strecke bedient neun Bahnhöfe, vier davon (Crofton Downs, Awarua Street, Box Hill und Raroa) liegen in einer Kurve. Auf der Strecke bestehen drei Kreuzungsmöglichkeiten: in den Bahnhöfen Ngaio und Khandallah und unterhalb von Wadestown in der Ngaio-Schlucht.

## Geschichte
Die Strecke wurde als südlichster Abschnitt der späteren NIMT von der Wellington and Manawatu Railway Company gebaut. Der Bau begann 1879 und der erste Abschnitt nach Paremata ging am 24. September 1885 in Betrieb. Die Manawatu Railway Company wurde im Dezember 1908 verstaatlicht und Teil des New Zealand Railways Department (NZR).
Die Strecke war im Betrieb schwierig. Züge, die nach Norden fuhren, benötigten auf den steilen Steigungen von Lambton nach Ngaio Schiebelokomotiven und bei schweren Zügen, die von Johnsonville nach Raroa in südliche Richtung fuhren, eine zusätzliche Lokomotive zum Bremsen. Die NZR entschloss sich deshalb zum Bau einer Strecke, die die schwierige topografische Situation umging, hauptsächlich durch zwei längere Tunnel. Diese Tawa-Flat-Umgehung der NIMT ging 1937 in Betrieb.
Die Konsequenz für die nun umfahrene Altstrecke war, dass sie nördlich von Johnsonville stillgelegt und der Abschnitt Wellington–Johnsonville für den Nahverkehr der Hauptstadt modernisiert wurde. Die verbliebene Reststrecke wurde mit 1500 V Gleichstrom elektrifiziert und ein Kreuzungsbahnhof (ohne Bahnsteige) in Wadestown zwischen den Tunneln Nr. 3 und Nr. 4 eingebaut. Der neue Betrieb startete am 4. Juli 1938, nach der offiziellen Eröffnung am 2. Juli. Der Verkehr erfolgte mit Elektrotriebwagen, was die Fahrzeiten verkürzte. Die Haltepunkte Raroa (1940), Box Hill (1956) und Crofton Downs (1963) wurden nachträglich noch hinzugefügt.
Im Juli 1969 wurde das zweite Bahnsteiggleis in Johnsonville entfernt und der Güterbahnhof aufgegeben. Dort wurde ein Abstellgleis angelegt, das mit Weichensperren zum Betriebsgleis abgesichert ist. 1984 wurde das Streckenende in Johnsonville um 100 m nach Süden verlegt, um Platz für ein Einkaufszentrum zu schaffen.
1984, 1993 und 2006/07 wurde die Strecke auf Schließung oder Modernisierung überprüft, ohne dass es zu wesentlichen Änderungen kam. 2009 wurden die Tunnelböden der Strecke um 12 cm abgesenkt und die Kreuzungsgleise verlängert, damit modernere Fahrzeuge eingesetzt werden konnten.

## Infrastruktur
Die Strecke verläuft eingleisig durch sehr steiles Gelände, das auf einer Länge von 10 km um etwa 150 m über dem Meeresspiegel ansteigt, wobei sich der höchste Punkt (152 m) am Nordende des Kaka-Tunnels befindet. Die Steigung liegt bei bis zu 25 ‰. Neben den sieben Tunneln gibt es auch noch sechs größere Brücken, um das schwierige Gelände zu meistern. Die Signalisierung erfolgt über einen Selbstblock.
Drei Unterwerke entlang der Strecke entnehmen Elektrizität aus dem 11.000-Volt-Netz von Wellington Electricity auf und wandeln sie in 1500-Volt-Gleichstrom um.

## Verkehr
Ursprünglich wurde für ein Schlachthaus in der Ngauranga-Schlucht das Vieh von einem an den Bahnhof Johnsonville angrenzenden Viehhof durch die Straßen der Stadt getrieben. Nach Protesten wurde am 2. Februar 1958 ein Anschlussgleis in der Nähe von Raroa eröffnet. Der Viehtransport wurde um 1973 eingestellt. Seither findet auf der Strecke nur noch Personenverkehr statt.
Heute betreibt Transdev Wellington den ÖPNV auf der Strecke im Auftrag des Greater Wellington Regional Council. Angeboten wird ein Halbstundentakt, der zu Spitzenzeiten auf 15 Minuten verdichtet wird.

## Zukunft
Infrastrukturverbesserungen für die Strecke umfassen den Austausch von Oberleitung und Masten, der Schwellen in den Tunneln und die Stabilisierung stark gefährdeter Hänge. Die Arbeiten sollen 2022 abgeschlossen sein.